# جورج غيسينغ

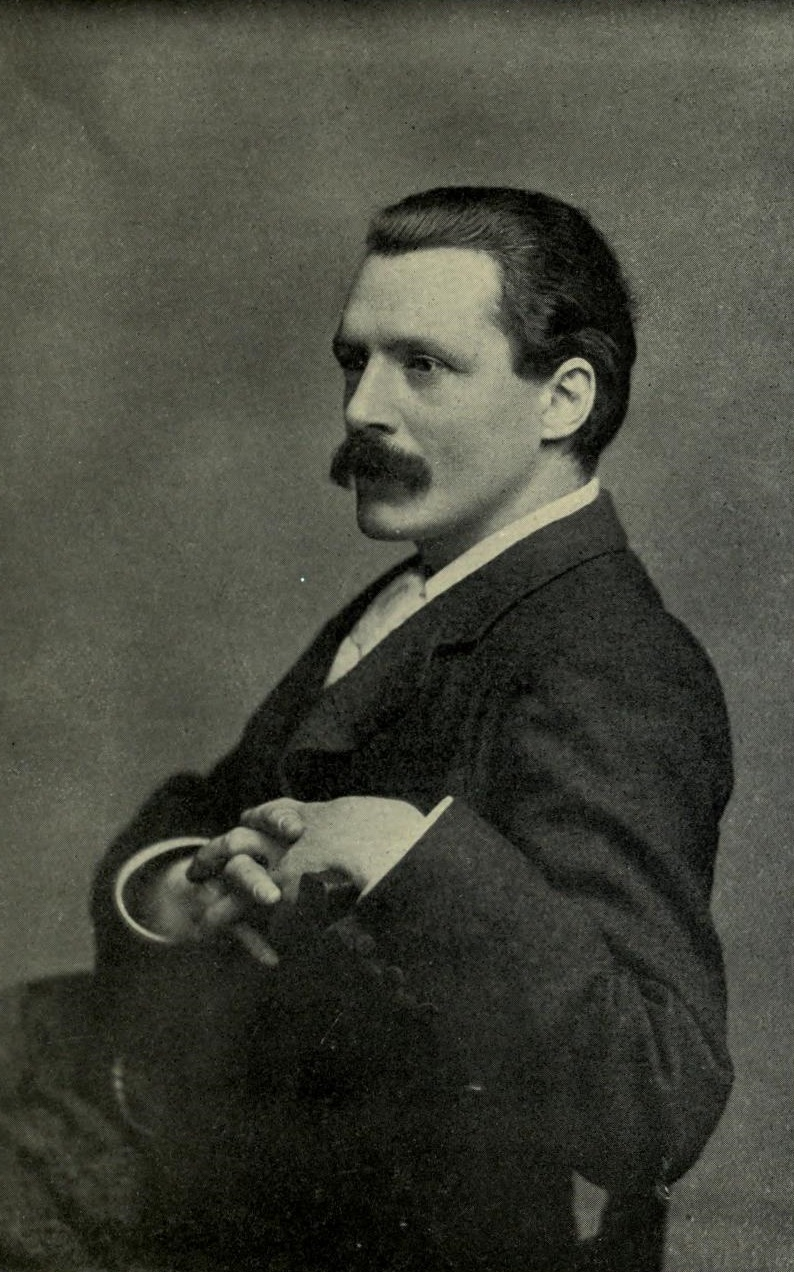
جورج روبرت غيسينغ

كان جورج روبرت غيسينغ (22 نوفمبر 1857-28 ديسمبر 1903) روائيًا إنجليزيًا، نشر 23 رواية بين عامي 1880 و1903. حقق غيسينغ نجاحًا ضئيلًا في حياته، واعتُرِف به بحلول أربعينات القرن الماضي باعتباره عبقريًا أدبيًا، إذ صرّح جورج أورويل أن «إنجلترا لم تُنجِب سوى عدد قليل من الروائيين الأفضل منه». أُعيد نشر أشهر أعمال غيسينغ في طبعات حديثة، وشملت رواية العالم السفلي (1889)، وشارع غراب الجديد (1891)، والمرأة الغريبة (1893). يحظى غيسينغ إلى اليوم بمجموعة مخلصة، وإن كانت صغيرة، من القراء المتابعين لأدبه.

## سيرة شخصية

### العمل الأدبي
استقر غيسينغ بعد عودته إلى إنجلترا في لندن برفقة زوجته نيل، حيث كان يكتب الروايات ويعمل كمدرس خاص. واجه صعوبة في نشر أول رواية له، عمال الفجر، لدى دور النشر، ونشرها خصوصًا باستخدام مالًا ورثه. تزوج غيسينغ من نيل في 27 أكتوبر 1879، وعانى الزوجان من الفقر، وكانا يضطران للانفصال بشكل متكرر بسبب تدهور صحة نيل التي استدعت دخولها المستشفى. كان من بين أصدقائه الكاتب خريج كلية أوينز، مورلي روبرتس، الذي كتب رواية مستوحاة من حياة غيسينغ بعنوان الحياة الخاصة لهنري ميتلاند في عام 1912. كان أيضًا صديقًا لإدوارد بيرتز، الاشتراكي الألماني الذي تعرف عليه في عام 1879. قضى غيسينغ الكثير من الوقت في قراءة أعمال المؤلفين الكلاسيكيين في غرفة القراءة بالمتحف البريطاني، بالإضافة إلى تدريب الطلاب على الامتحانات. اعتاد أيضًا المشي لمسافات طويلة في شوارع لندن لمراقبة حياة الفقراء. أثار كتاب جون فورستر بعنوان حياة ديكنز اهتمامًا خاصًا به، وكتب في مذكراته بتاريخ 23 يناير 1888 أن عمل فورستر كان «كتابًا أعود إليه باستمرار لاستلهام الأفكار عندما يتوقف العمل».
ذكر تلميذه أوستن هاريسون، منذ عام 1882، أن غيسينغ عاش حياة كريمة من خلال التدريس، وكانت القصص التي رواها عن صراعه مع الفقر، بما في ذلك بعض ذكرياته الشخصية، غير صحيحة. اعتاد غيسينغ على الادعاء بالفقر أمام عائلته، التي كان يعيل معظم أفرادها، بهدف ثنيهم عن طلب المساعدة المالية منه، ويمكن تفسير مسألة فقره المفترض من خلال موقفه من التدريس، الذي شعر بأنه مهنة أدنى مستوى إلى حد ما، وكان أيضًا يميل إلى البذخ وسوء إدارة شؤونه المالية.
ظلت رواية غيسينغ التالية، أعداء السيدة غراندي، غير منشورة مثل الرواية الأولى، وذلك على الرغم من أن دار بينتلي وشركائه اشترتها للنشر في عام 1882، إلا أن جورج بنتلي قرر عدم نشرها على الرغم من المراجعات التي أجراها غيسينغ. انفصل غيسينغ عن زوجته قبل نشر روايته التالية، المنبوذون، في عام 1884، ويرجع ذلك إلى حد كبير إلى أن غيسينغ لم يمنح الوقت والطاقة لرعاية صحتها المتدهورة باستمرار، واستمر في دفع نفقة صغيرة حتى وفاتها عام 1888. كتب غيسينغ 11 قصة قصيرة في الفترة بين عودته إلى إنجلترا ونشره لرواية المنبوذون، ولكن لم يُنشر منها سوى قصة «فيبي»، والتي ظهرت في عدد مارس 1884 من مجلة تمبل بار.
شهدت السنوات التي تلت نشر رواية المنبوذون نشاطًا أدبيًا عظيمًا، فصدرت روايتاه إيزابيل كلارندون وديموس في عام 1886، وشكلت الأخيرة بداية علاقة تعاون بينه وبين دار سميث إلدر وشركائه، واستمرت حتى نشر رواية شارع غراب الجديد في عام 1891، وصورت الروايات التي كتبها في هذه الفترة وجهة نظر محافظة للطبقة العاملة. استخدم غيسينغ مبلغ 150 جنيهًا إسترلينيًا حصل عليه من حقوق نشر رواية العالم السفلي في عام 1889 لتمويل رحلة طال انتظارها إلى إيطاليا لمتابعة اهتمامه بالكلاسيكيات، وشكلت تجاربه هناك أساسًا لروايته بعنوان المتحرر التي صدرت في عام 1890.
تزوج غيسينغ في 25 فبراير 1891 من إديث أليس أندروود، وهي امرأة أخرى من الطبقة العاملة. استقر الزوجان في إكستر لكنهم انتقلوا إلى بريكستون في يونيو 1893 وإبسوم في عام 1894، وأنجبا طفلين، والتر ليونارد (1891-1916) وألفريد تشارلز غيسينغ (1896-1975)، ولكن الزواج لم ينجح في النهاية. لم تفهم إديث عمله، وأصر غيسينغ على إبقائهم معزولين اجتماعيًا عن أقرانه، مما أدى إلى تفاقم المشاكل. يعتقد بعض المؤرخين أن إديث تصدت له بشكل جدلي، وذلك على عكس نيل التي لم تتمكن بسبب مرضها من الشكوى من سلوكه المسيطر. ادّعى غيسينغ في رسائله إلى بيرتز أن إديث دخلت في حالة من الغضب العنيف الخارج عن السيطرة، ولكن لا يوجد ما يؤكد ذلك حتى الآن.
انتقم غيسينغ (أو فعل ما يناسب لحماية طفلهما الأكبر من الاعتداءات العنيفة المستمرة، فذكر في بعض الرسائل أن سلامته في خطر) في أبريل 1896 من إديث، وذلك عندما أبعد والتر عنها دون علمه، وأرسله للإقامة مع أخواته في ويكفيلد. اعترف غيسينغ بعنف إديث، ولكنه كره بشدة الطريقة التي كانت تصوره بها أمام ابنهما. أما بالنسبة لابنهما ألفريد، فبقي مع والدته. انفصل الزوجان في عام 1897، وذلك على الرغم من أن هذا لم يكن انفصالًا نهائيًا، فأمضى غيسينغ وقتًا في مراوغة إديث، وكان يخشى أنها قد تسعى إلى المصالحة. أُثبت أن إديث مجنونة واحتُجِزَت في مصحة في عام 1902. التقى غيسينغ بكلارا كوليت وصادقها خلال تلك الفترة، والتي ربما كانت تحبه، وذلك على الرغم من أنه من غير الواضح ما إذا كان يبادلها نفس المشاعر. بقي الاثنان أصدقاء لبقية حياته، وساعدت بعد وفاته في دعم إديث والأطفال.
بدأ غيسينغ بالحصول على أجر أفضل، فحققت له رواية شارع غراب الجديد (1891) مبلغ 250 جنيهًا إسترلينيًا، وكوّن صداقة مع الكاتب جورج ميريديث، الذي تأثر بعمله الأدبي بشكل واضح، في عام 1892. عاش غيسينغ براحة مادية أكبر في تسعينات القرن التاسع عشر، ولكن صحته تأثرت سلبًا، مما حد من الوقت الذي قضاه في لندن. تشمل روايات تلك الفترة مولود في المنفى (1892)، والمرأة الغريبة (1893)، وفي عام اليوبيل (1894) والدوامة (1897). كتب أيضًا قصصًا قصيرة منذ عام 1893، وجُمِعَ بعضها في مجلد صدر عام 1898 بعنوان الظروف البشرية والنهايات، والبعض الآخر في مجلدات نُشرت بعد وفاته. نشر أيضًا ثلاث روايات قصيرة في عام 1895، وهي فدية حواء، والضيف الدافع، والنيران النائمة. عكس هذا التوجه أيضًا تغير ذوق القراء، فابتعدوا عن الروايات المكونة من ثلاثة أجزاء.
التقى غيسينغ بإتش. جي. ويلز وزوجته في عام 1897، اللذين قضيا فصل الربيع معه ومع أخته في بودلي سالترتون. قال ويلز إن غيسينغ «لم يعد ذلك الشاب المفعم بالحيوية الذي لا يعرف الكلل والمثالي في شقته بلندن، بل أصبح رجلًا متضررًا ومريضًا، مليئًا بالاحتياطات غير الحكيمة ضد أمراض وهمية يراها بمثابة تفسيرات لوعكته الصحية العامة».